# Галанин, Иван Дмитриевич
Иван Дмитриевич Галанин (1817—1873) — чиновник Министерства народного просвещения Российской империи: член учёного комитета министерства, сотрудник «Журнала Министерства народного просвещения», библиограф; действительный статский советник.

## Биография
Родился 27 января (8 февраля) 1817 года. В 1839 году окончил Императорский Санкт-Петербургский университет.
С 1844 по 1860 год состоял при редакции «Журнала Министерства народного просвещения» («ЖМНП»), где, независимо от трудов по редакции, постоянно публиковались его статьи и критические отзывы, преимущественно по истории, географии и учебной статистике (тт. XLV—LXXIX), а также обозрения газет и журналов.
В 1860 году И. Д. Галанин поступил в центральное управление Министерства народного просвещения и был сначала начальником отделения, а с 1863 года — правителем дел учёного комитета и заведующим делопроизводством в Совете министра; в последней должности он оставался до самой смерти.
В 1869 году Иван Дмитриевич Галанин был назначен членом учёного комитета при Министерстве народного просвещения. Принимал деятельное участие в проведении через учёный комитет многочисленных реформ по учебной части, начатых в 1863 году.
Среди прочего Галанин составил:
- Указатели к официальной части повременных изданий Министерства народного просвещения за 1803—1853 годы (СПб., 1854), и к неофициальной части тех же изданий (Санкт-Петербург, 1856); такой же указатель за 1803—1864 гг. (СПб., 1865);
- Сборник постановлений Министерства народного просвещения с 1801 года по 1870 год включительно, в четырёх томах (им был начат  пятый том, но смерть помешала завершить задуманное);
- Сборник распоряжений Министерства народного просвещения за то же время, в трёх томах.

Кроме того, им было написано «Краткое известие о Почаевской лавре» (СПб.: тип. Имп. Акад. наук, 1845. — [2], 7 с., 2 л. ил.).
С 4 февраля 1863 года — действительный статский советник. Был награждён орденами Св. Анны 1-й ст. (1871), Св. Станислава 1-й ст.(1869), Св. Владимира 3-й ст. (1867).
Умер 16 (28) августа 1873 года и был погребён на Смоленском кладбище в Санкт-Петербурге.